# Domini públic de l'administració
El Domini públic de l'administració o béns demanials venen definits pel codi civil en el seu article 339 com aquells destinats a l'ús públic.

## Concepte

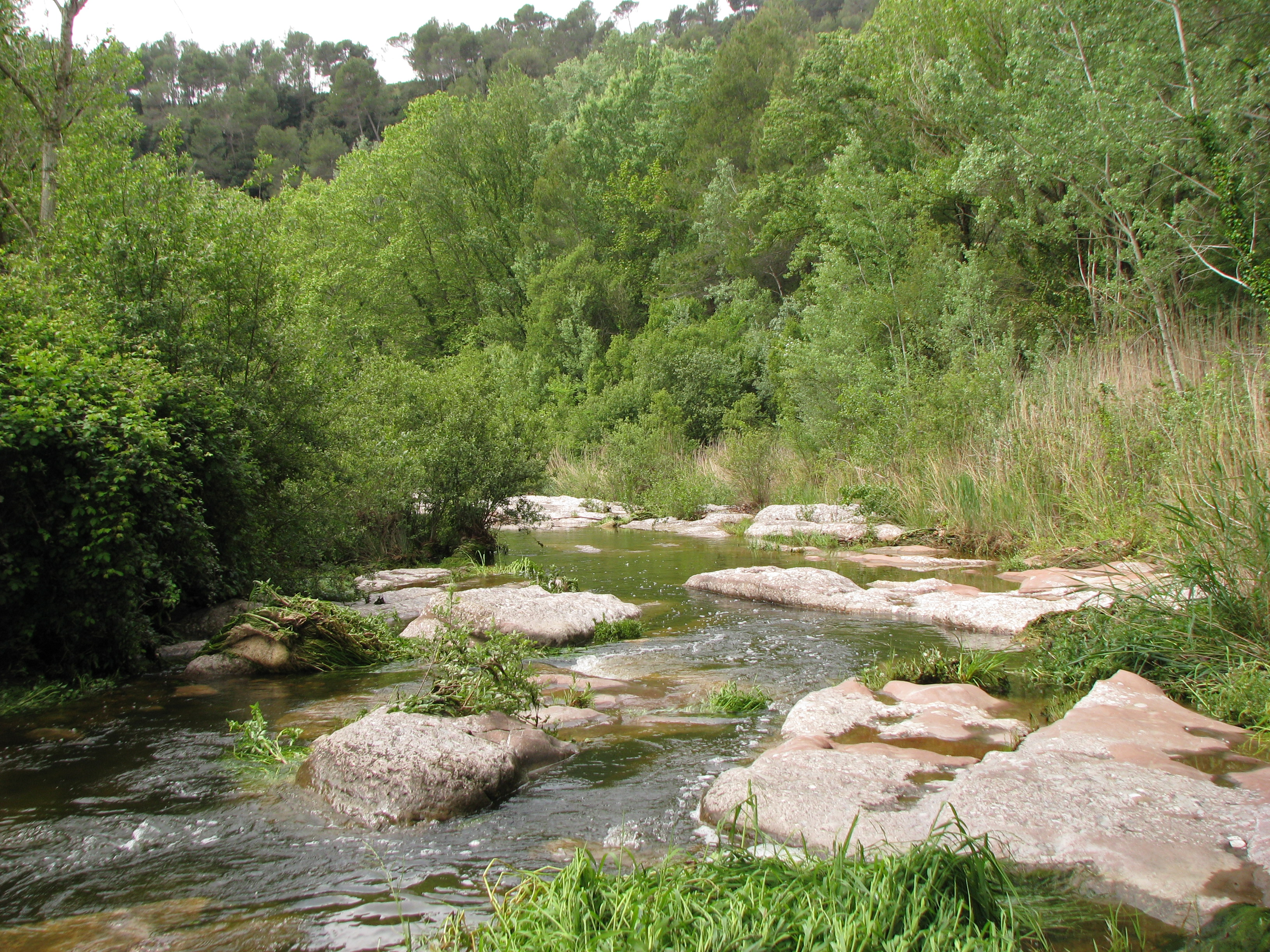
El riu ripoll és un exemple de bé de domini públic

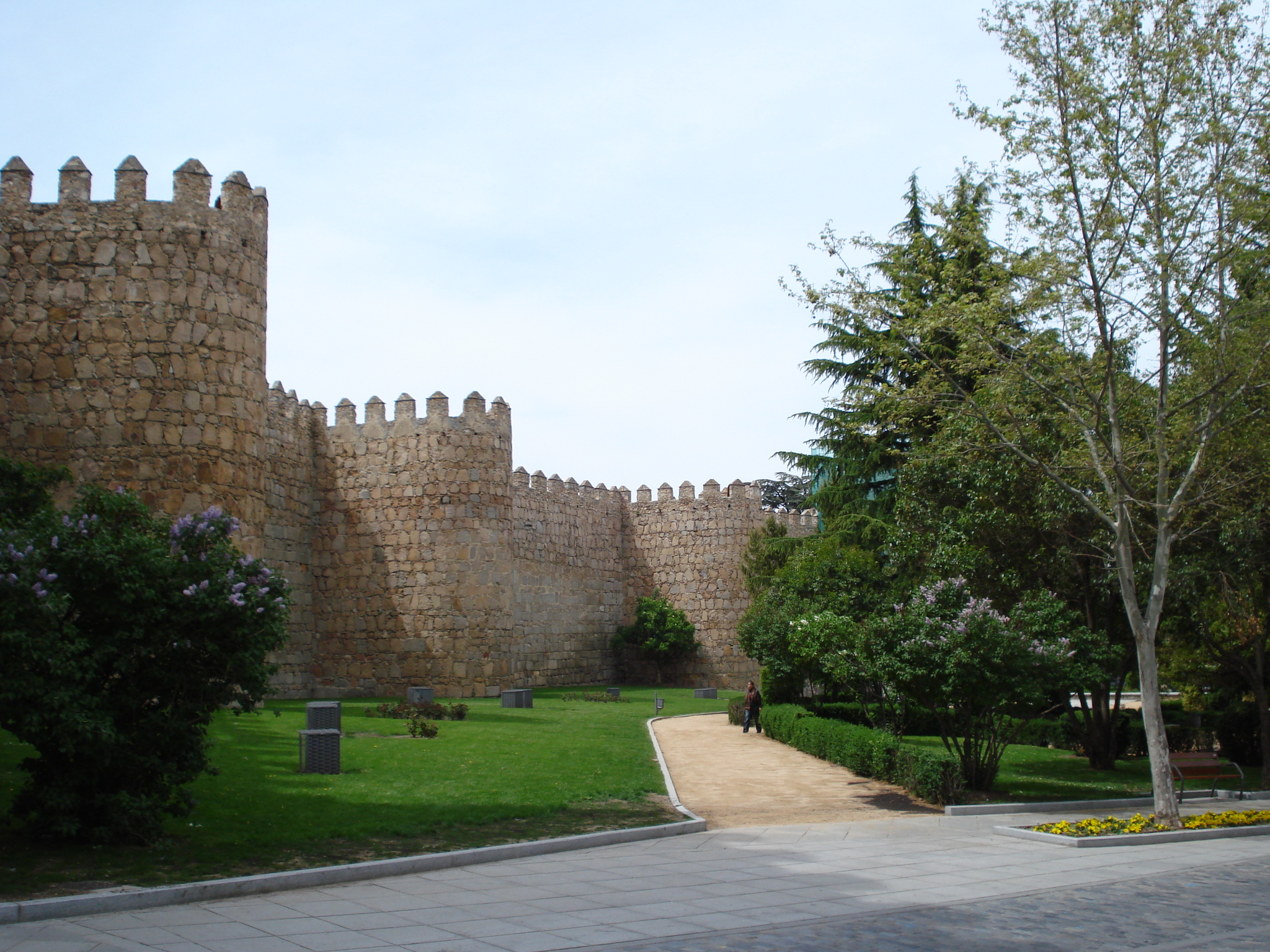
Les Muralles d'Àvila són un exemple de domini públic

Per béns de domini públic s'entenen:
- Els camins, rius, ports, platges, muntanya, etc.
- Els que pertanyen privativament a l'estat, sense ser d'ús comú, i són destinats a algun servei públic o al foment de la riquesa nacional, com ara les muralles i fortaleses o les mines mentre no siguin objecte de concessió, respectivament.

La resta de béns de l'estat es configura com a propietat privada o domini privat de l'administració segons l'article 340 del codi civil. En termes semblants es pronuncia l'article 5 de la llei de patrimoni de les administracions públiques, la qual omple de contingut l'article 132.2 de la Constitució Espanyola.
En l'àmbit de la Generalitat de Catalunya, el decret legislatiu 1/2002 de 24 de desembre, pel qual s'aprova el text refós de la Llei de Patrimoni de la Generalitat de Catalunya, defineix el domini públic de la Generalitat com els béns afectats a l'ús general o als serveis públics on s'allotgen els òrgans estatutaris i aquells que una llei així ho declari.
És important afegir que els béns de domini públic no tan sols s'estenen als béns immobles, sinó també als mobles, com documents o arxius. El més important, però, és que es tracti de béns irremplaçables i no fungibles.

## Característiques
- inalienabilitat i imprescriptibilitat: Es defineixen com béns res extra comercium (fora del comerç)
- inembargabilitat: No poden ser embargables.

## Afectació
El caràcter demanial, en els casos dels béns de domini públic natural, s'adquireix per dues prerrogatives:
- L'aplicació d'un precepte de caràcter general que estableixi aquesta condició per a un gènere de béns (ex: tots els rius són béns demanials).
- Si es dona en un bé concret, les seves característiques físiques el porten a incloure en el domini públic (ex: el riu Ripoll, com que per les seves característiques és un riu, és un bé demanial).

El domini públic artificial es produeix per una activitat administrativa que incorpora el bé al règim jurídic propi dels béns de domini públic, efectuat pel Parlament de Catalunya o bé pel Govern de la Generalitat de Catalunya. Aquesta afectació també pot ser tàcita, de manera que pot ser comportada de forma implícta per diferents supòsits.

## Desafectació

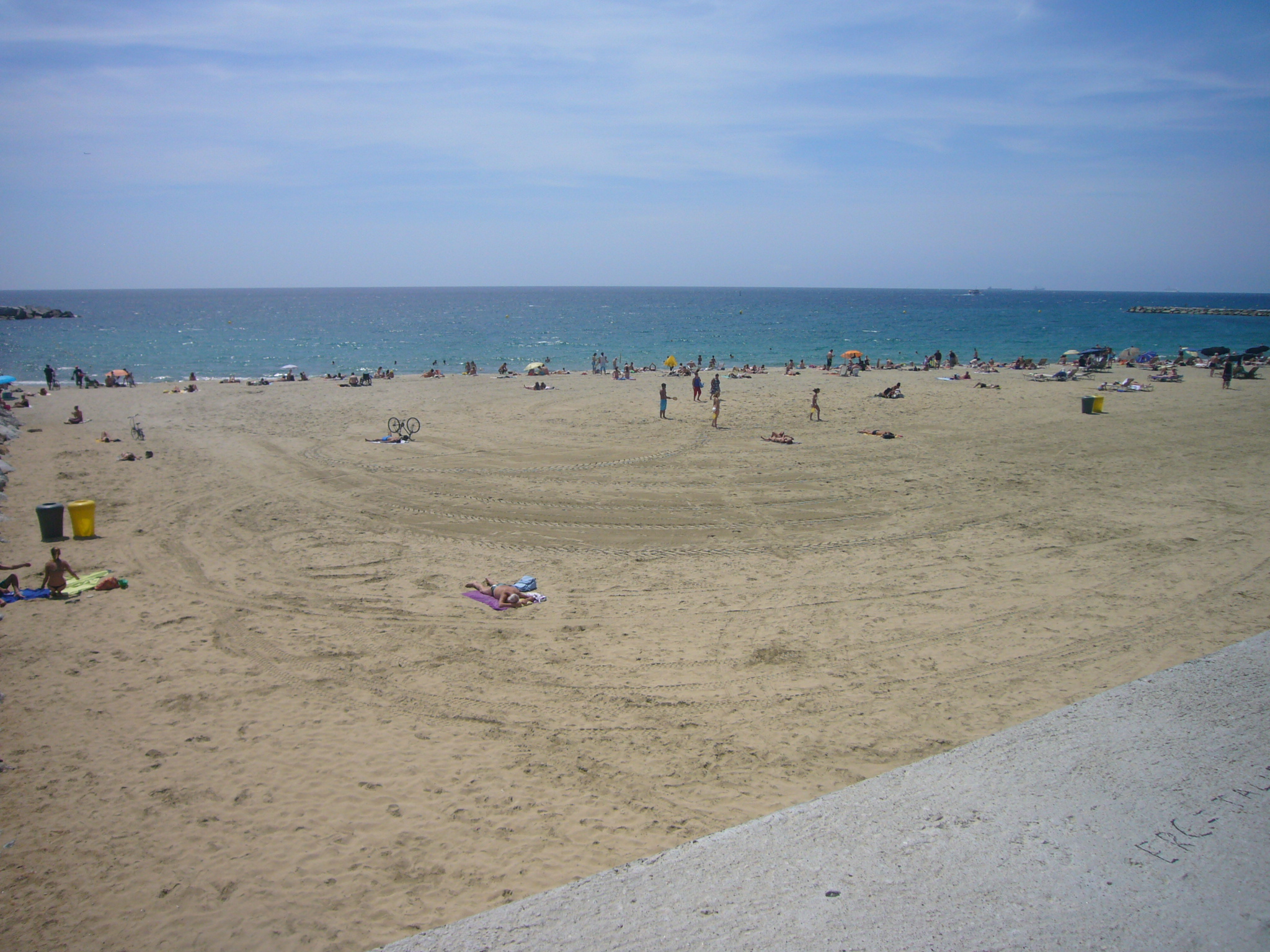
La platja de Barcelona és un bé demanial d'ús comú

El cessament de la demanialitat es produeix quan succeeix un efecte invers a l'afectació. Aquest, però, ha de fer-se de forma expressa i mitjançant un expedient d'alteració de la qualificació jurídica del bé en què s'acrediti la seva oportunitat i legalitat, essent demanial el bé fins a la seva incorporació formal al patrimoni de l'administració.

## Mutacions
- Mutacions subjectives: Suposen un canvi de l'administració titular del bé. N'és un exemple el cas de successió administrativa.
- Mutacios objectives: El bé demanial passa d'un ús general a un servei públic, i vice-versa sense perdre la qualificació jurídica de demanial.

## Ús del domini públic
Podem distingit dos tipus d'usos:
- Ús comú, que pot ser general o específic.
- Ús privatiu.

### Ús comú i ús comú especial

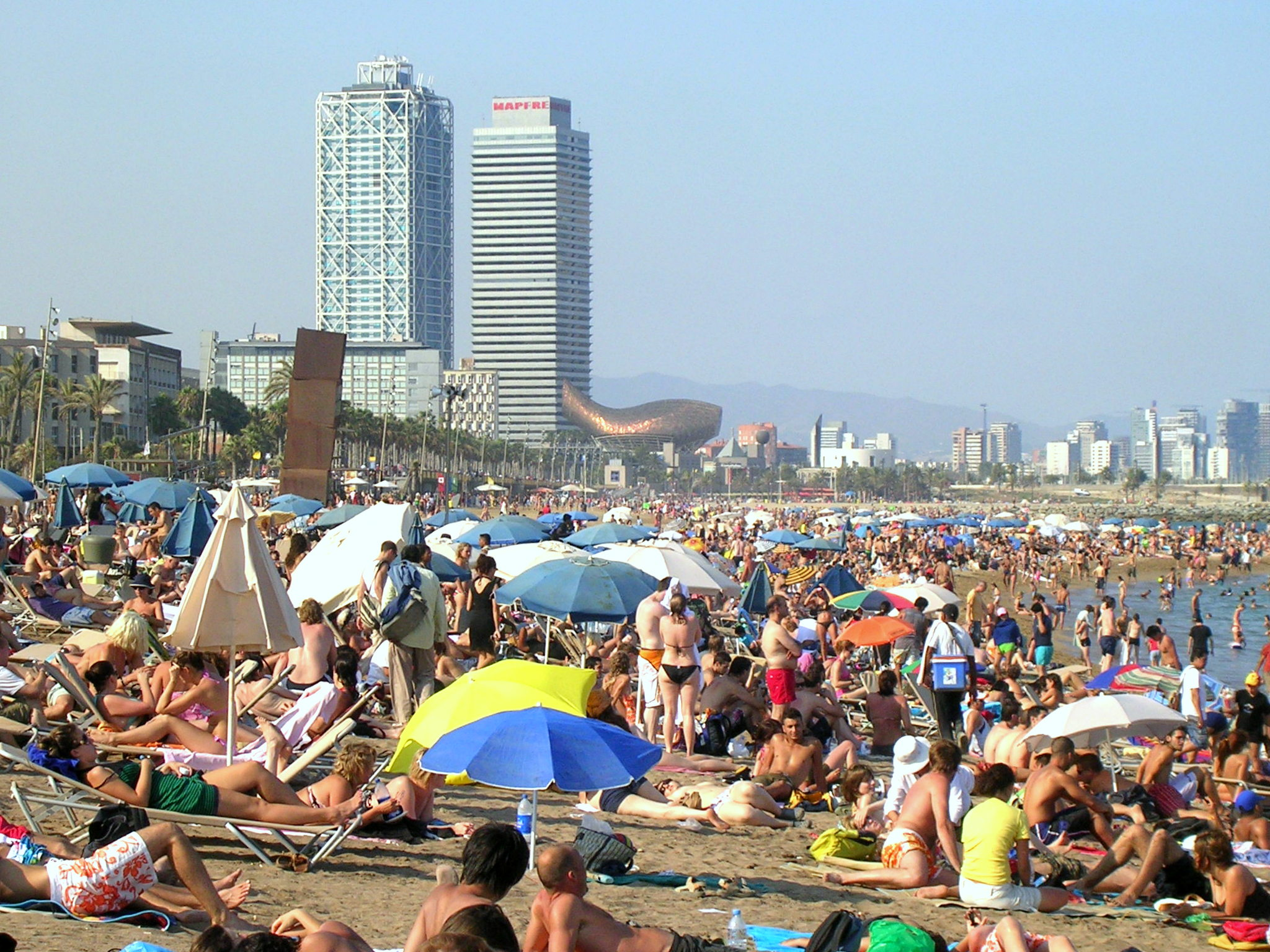
L'ús de les platges és un exemple d'ús comú general

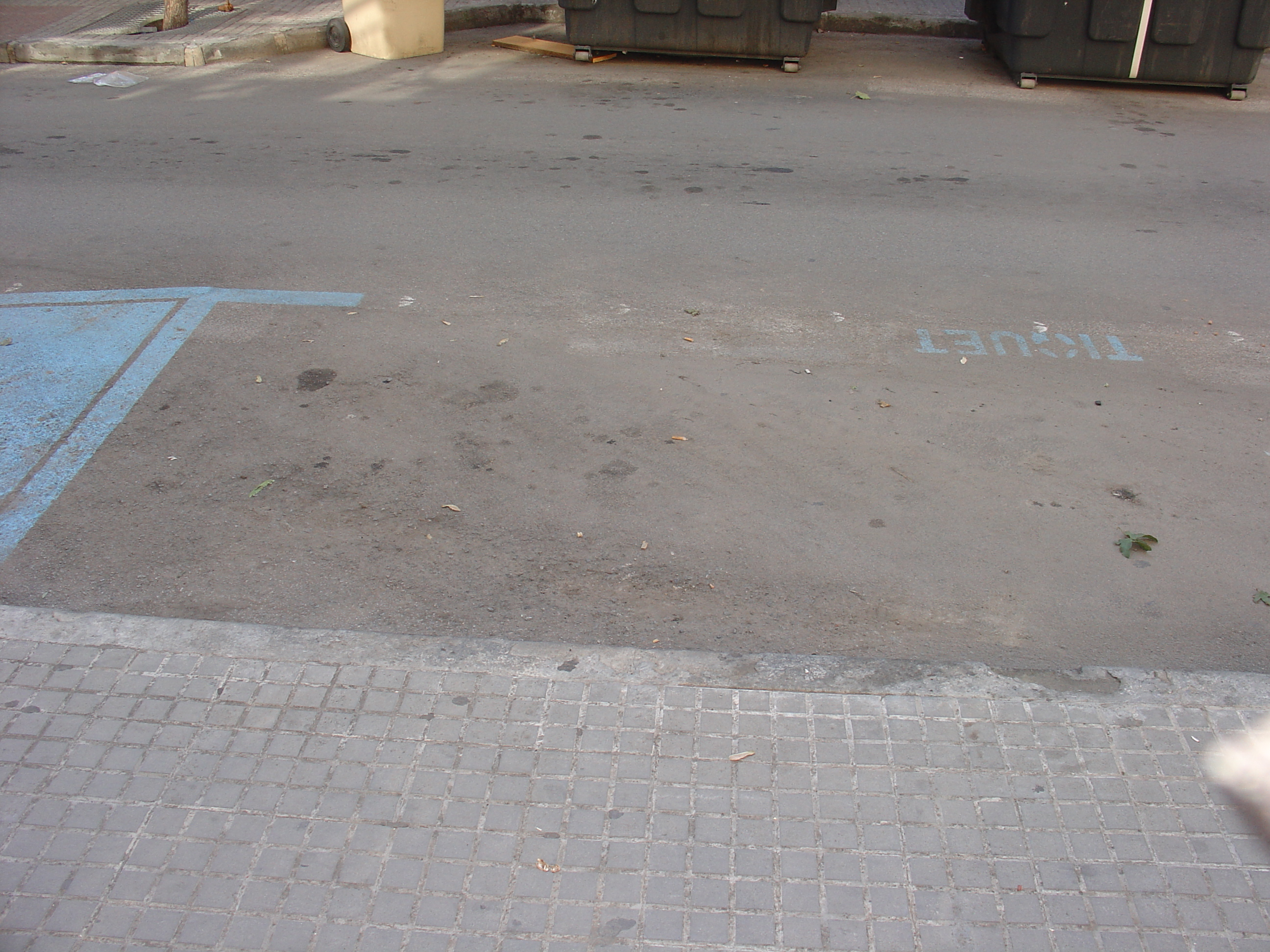
La zona blava d'alguns municipis és un ús comú especial

L'ús comú general es basa en els principis de generalitat, llibertat i gratuïta. Qualsevol ciutadà, sense que se li requereixi una qualificació específica ni una contrapretació económica, pot exercir-ne l'ús, utilitzant-lo d'acord amb la seva naturalesa, els actes d'afectació i les normes generals i de policia que reglamentin el seu ús. L'ús comú especial és aquell en el que concorren circumstàncies especials de perillositat, rendibilitat, intensitat d'ús o altres similars. Per tal de garantir la continuïtat del gaudi del bé, aquest se subjecta a llicència, acompanyada sovint d'una taxa, que s'ha d'entendre sense perjudici de tercers i essencialment revocable per motius d'interés públic i amb dret a indemnització, si s'escau.

### Ús privatiu
És el constituït per l'ocupació directa o immediata d'una porció del domini públic, de manera que limita o exclou la utilització per part dels altres interessats i, per tant, fa desaparèixer les notes de llibertat, igualtat i gratuïtat del procés. aquest aprofitament està subjecte al permís d'ocupació temporal via concessió administrativa. Exemples serien les explotacions mineres.